# Nuoto ai Giochi della IX Olimpiade - 400 metri stile libero femminili
La competizione dei 400 metri stile libero femminili di nuoto dei Giochi della IX Olimpiade si è svolta dal 4 al 6 agosto 1928 al Olympic Sports Park Swim Stadium di Amsterdam.

## Risultati

### Primo turno
Si disputò il 4 agosto. Le prime due di ogni serie più il miglior tempo delle escluse furono ammesse alle semifinali.
| Pos. | Concorrente       | Nazione       | Tempo  |
| ---- | ----------------- | ------------- | ------ |
| 1    | Martha Norelius   | Stati Uniti   | 5'45"4 |
| 2    | Cissie Stewart    | Gran Bretagna | 6'12"2 |
| 3    | Marie Braun       | Paesi Bassi   | 6'26"4 |
| 4    | Marguerite Ledoux | Francia       |        |
| 5    | Marie Bedford     | Sudafrica     |        |
| 6    | Dora Schönemann   | Germania      | 6'37"0 |

| Pos. | Concorrente       | Nazione       | Tempo  |
| ---- | ----------------- | ------------- | ------ |
| 1    | Ethel McGary      | Stati Uniti   | 6'04"6 |
| 2    | Vera Tanner       | Gran Bretagna | 6'11"0 |
| 3    | Edna Davey        | Australia     | 6'12"0 |
| 4    | Charlotte Lehmann | Germania      | 6'28"0 |
| 5    | Rhoda Rennie      | Sudafrica     |        |
| 6    | Georgina Roty     | Francia       |        |

| Pos. | Concorrente     | Nazione       | Tempo  |
| ---- | --------------- | ------------- | ------ |
| 1    | Josephine McKim | Stati Uniti   | 6'10"0 |
| 2    | Kathleen Miller | Nuova Zelanda | 6'16"8 |
| 3    | Fritzi Löwy     | Austria       | 6'20"0 |
| 4    | Disa Lindberg   | Finlandia     |        |

| Pos. | Concorrente          | Nazione       | Tempo  |
| ---- | -------------------- | ------------- | ------ |
| 1    | Marie Braun          | Paesi Bassi   | 5'53"8 |
| 2    | Freddie van der Goes | Sudafrica     | 6'03"6 |
| 3    | Edith Mayne          | Gran Bretagna | 6'10"4 |
| 4    | Reni Erkens          | Germania      |        |

### Semifinali
Si disputarono il 5 agosto. Le prime tre di ogni serie furono ammesse alla finale.
| Pos. | Concorrente          | Nazione       | Tempo  |
| ---- | -------------------- | ------------- | ------ |
| 1    | Martha Norelius      | Stati Uniti   | 5'58"0 |
| 2    | Freddie van der Goes | Sudafrica     | 6'01"6 |
| 3    | Cissie Stewart       | Gran Bretagna | 6'06"4 |
| 4    | Ethel McGary         | Stati Uniti   |        |
| 5    | Kathleen Miller      | Nuova Zelanda |        |

| Pos. | Concorrente     | Nazione       | Tempo  |
| ---- | --------------- | ------------- | ------ |
| 1    | Marie Braun     | Paesi Bassi   | 5'54"6 |
| 2    | Josephine McKim | Stati Uniti   | 5'55"0 |
| 3    | Vera Tanner     | Gran Bretagna | 6'09"0 |
| 4    | Edith Mayne     | Gran Bretagna |        |

### Finale
Si disputò il 6 agosto. 
| Pos.    | Concorrente          | Nazione       | Tempo  |
| ------- | -------------------- | ------------- | ------ |
| Oro     | Martha Norelius      | Stati Uniti   | 5'42"8 |
| Argento | Marie Braun          | Paesi Bassi   | 5'57"8 |
| Bronzo  | Josephine McKim      | Stati Uniti   | 6'00"2 |
| 4       | Cissie Stewart       | Gran Bretagna | 6'07"0 |
| 5       | Freddie van der Goes | Sudafrica     | 6'07"2 |
| 6       | Vera Tanner          | Gran Bretagna | 6'11"6 |